# Roy Blumenfeld
Roy Blumenfeld (* 11. Mai 1944 in der Bronx, New York City) ist ein US-amerikanischer Rockmusiker, der vor allem als Schlagzeuger der Band Blues Project bekannt wurde.
Blumenfeld bildete mit dem Bassisten Andy Kulberg eine der angesagtesten Rhythmussektionen in der Blues- und Jazz-Szene New Yorks Anfang der 1960er. Sie begleiteten Al Kooper bei seinen Soloaufnahmen für den Sampler What's Shakin'. Zusammen machten die drei 1965 bei Danny Kalbs Blues Project mit. Nach Ende des Blues Project führten Blumenfeld und Kulberg die Band 1969 unter dem Namen Seatrain weiter, die bis 1974 bestand.
In den Jahren danach spielte Blumenfeld bei vielen bekannten Musikern, darunter u. a. Nick Gravenites und Al Kooper.
| Personendaten    | Personendaten                 |
| ---------------- | ----------------------------- |
| NAME             | Blumenfeld, Roy               |
| KURZBESCHREIBUNG | US-amerikanischer Rockmusiker |
| GEBURTSDATUM     | 11. Mai 1944                  |
| GEBURTSORT       | Bronx, New York City          |